# Candelaria (Cuba)
Candelaria es un pueblo y municipio de la Provincia de Artemisa, en Cuba. Hasta finales de 2010 perteneció a la Provincia de Pinar del Río. Se encuentra a 84 km de La Habana. El pueblo fue fundado en 1809 y el municipio establecido en 1880. 
El municipio tiene 301 km² de extensión y una población de 20, 973 habitantes (2017). El pueblo de Candelaria es atravesado por la Carretera Central y el Ferrocarril de Occidente. 
Por el municipio pasa también la Autopista de Habana-Pinar del Río. Una carretera une a Candelaria con Bahía Honda en el norte, atravesando la Sierra del Rosario. 
El municipio y pueblo de Candelaria fue fundado por canarios, de ahí que tome el nombre de la localidad canaria de Candelaria en Tenerife con la que se encuentra hermanada, lugar donde se venera a la Patrona de Canarias, la Virgen de Candelaria.
El área del municipio incluye la llanura sur hasta la costa y grandes extensiones de la Sierra del Rosario, con lugares de atractivo turístico como Soroa y la Reserva de la Biosfera de Las Terrazas.
La economía es fundamentalmente agrícola con explotación forestal de la Sierra del Rosario.
En este municipio radica el centro turístico de Soroa, con su salto de agua, uno de los más famosos de Cuba, así como su orquideario.

## Ciudades hermanadas
- Candelaria, Tenerife, Islas Canarias, España